# Megisto cymela

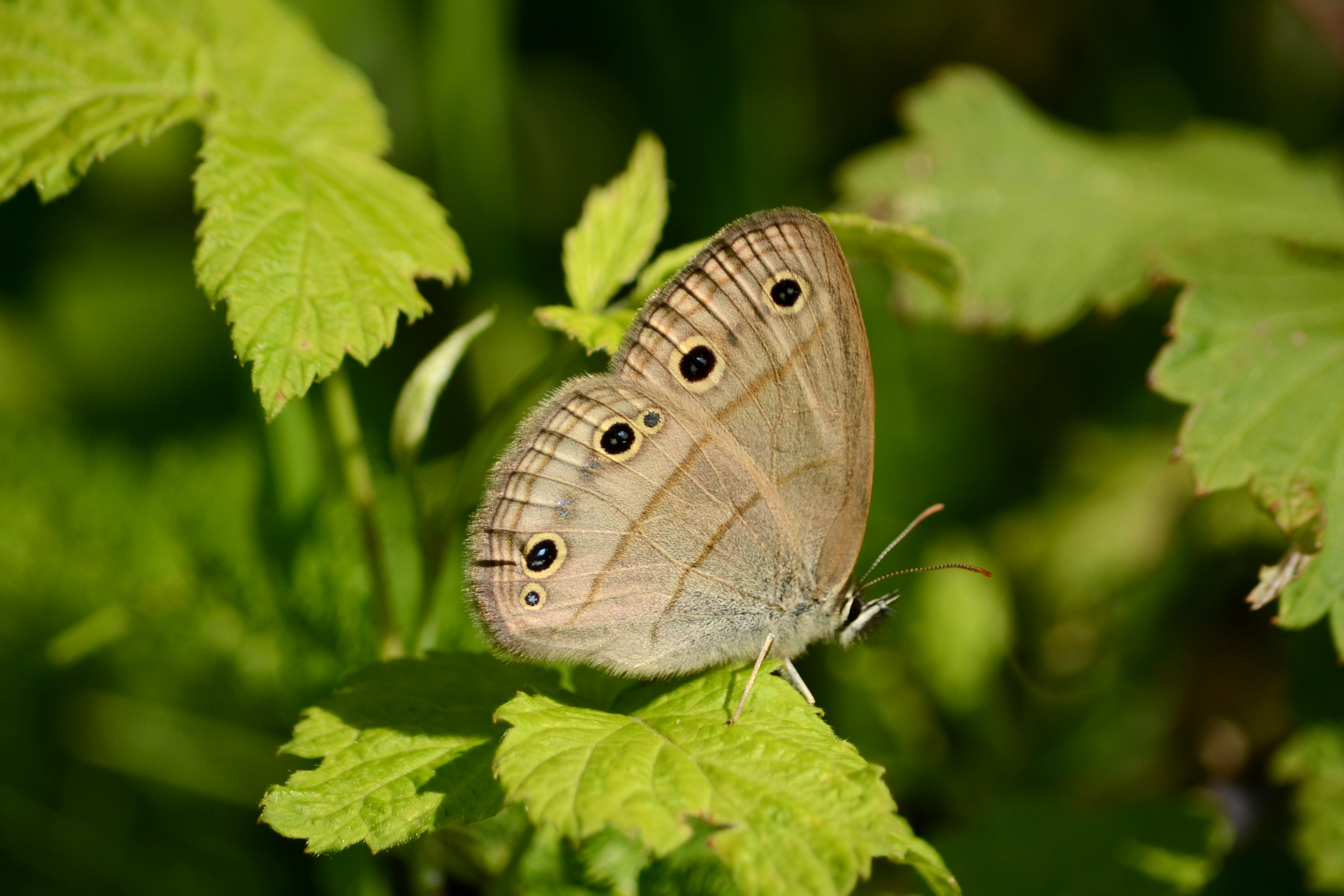
Flügelunterseiten

Megisto cymela ist ein Schmetterling (Tagfalter) aus der Familie der Edelfalter (Nymphalidae).

## Merkmale

### Falter
Die Flügelspannweite der Falter beträgt 38 bis 48 Millimeter. Vorder- und Hinterflügel haben auf der Oberseite eine braune Farbe. In der Submarginalregion befinden sich je zwei große, schwarze Augenflecke, die schwach gelblich umrandet sind. Die Flügelunterseiten sind heller bräunlich gefärbt. Die Augenflecke der Oberseite scheinen durch. Sie sind kräftig gelb umrandet. Auf der Hinterflügelunterseite sind neben den großen Augenflecken meist weitere, kleinere vorhanden. Auf sämtlichen Flügelunterseiten verlaufen zwei dünne, gerade, dunkelbraun bis rotbraun gefärbte Querlinien.

### Ei
Die Eier sind blass gelbgrün und werden einzeln an Grashalmen, am Fuß von Baumstämmen oder an der Erde abgelegt.

### Raupe
Ausgewachsene Raupen haben eine blasse braune oder gelbbraune Farbe, eine dunkle Rückenlinie sowie gewellte bräunliche Seitenstreifen und Schrägstriche. Der Körper läuft am Ende in zwei rötlichen Spitzen aus. Am gelbbraunen Kopf sind zwei Hörner nur sehr kurz angedeutet.

### Puppe
Die Puppe hat eine blasse gelbbraune Grundfarbe und ist mit vielen braunen Flecken, Punkten und Streifen versehen. Auf dem Rücken befinden sich zwei flache Kämme.

## Unterarten
Neben der Nominatform Megisto cymela cymela wird eine weitere Unterart unterschieden:
- Megisto cymela viola (Maynard, 1891)

## Verbreitung und Vorkommen
Das Verbreitungsgebiet der Art erstreckt sich vom Süden der mittleren und östlichen kanadischen Provinzen und weiter südlich durch die Mitte und den gesamten Osten der USA bis nach Texas und Florida. Megisto cymela besiedelt bevorzugt schattige, waldreiche Landschaften.

## Lebensweise
Die Falter fliegen in einer Generation je nach Region von März bis Juli. Entlang der Golfküste sind sie zuweilen auch noch Ende September anzutreffen. Diese Tiere dürften einer zweiten Generation angehören. Zur Aufnahme von Nektar besuchen sie nur selten Blüten. Sie saugen jedoch gelegentlich an verletzten Bäumen oder nehmen Honigtau-Ausscheidungen von Blattläusen auf. Als Nahrungspflanzen der Raupen werden verschiedene Gräser genannt, beispielsweise Gewöhnliches Knäuelgras (Dactylis glomerata) und Eremochloa ophiuroides. Die Raupe überwintert im vierten Raupenstadium.

## Belege